# Edremit, Balıkesir
Edremit là một huyện thuộc tỉnh Balıkesir, Thổ Nhĩ Kỳ. Huyện có diện tích 731 km² và dân số thời điểm năm 2007 là 107620 người, mật độ 147 người/km².